# Luizia
Luizia is een geslacht van weekdieren uit de klasse van de Gastropoda (slakken).

## Soort
- Luizia zebrina (A. Adams, 1855)